# Nicky Aerts
Nicky Aerts is een Belgische journaliste en radiopresentatrice. Nicky Aerts studeerde in 1990 af als tolk Engels-Duits aan de ‘Provinciale Hogeschool voor Vertalers en Tolken’ (PHVT) in Gent. Nadien studeerde ze in Brussel aan de acteursopleiding van de Kleine Academie. 
In 1999 begon Nicky Aerts bij de VRT te werken, als vervangster van Veerle Keuppens, de toenmalige presentatrice van het cultuurmagazine De Kunstberg bij Radio 3 (nu Klara).
Aerts presenteerde programma’s bij Radio 1 en de VRT-nieuwsdienst. Nadien keerde ze terug naar Klara om er samen met nethoofd Chantal Pattyn het cultuurprogramma Pompidou te presenteren.
Aerts woonde tussen 2009 en 2016 eerst vier jaar in Berlijn en nadien drie jaar in Jeruzalem, deels als VRT-correspondente.